# Nobsa (kommun)
Nobsa är en kommun i Colombia.   Den ligger i departementet Boyacá, i den centrala delen av landet, 180 km nordost om huvudstaden Bogotá. Antalet invånare är 15 194.